# Lajos Áprily

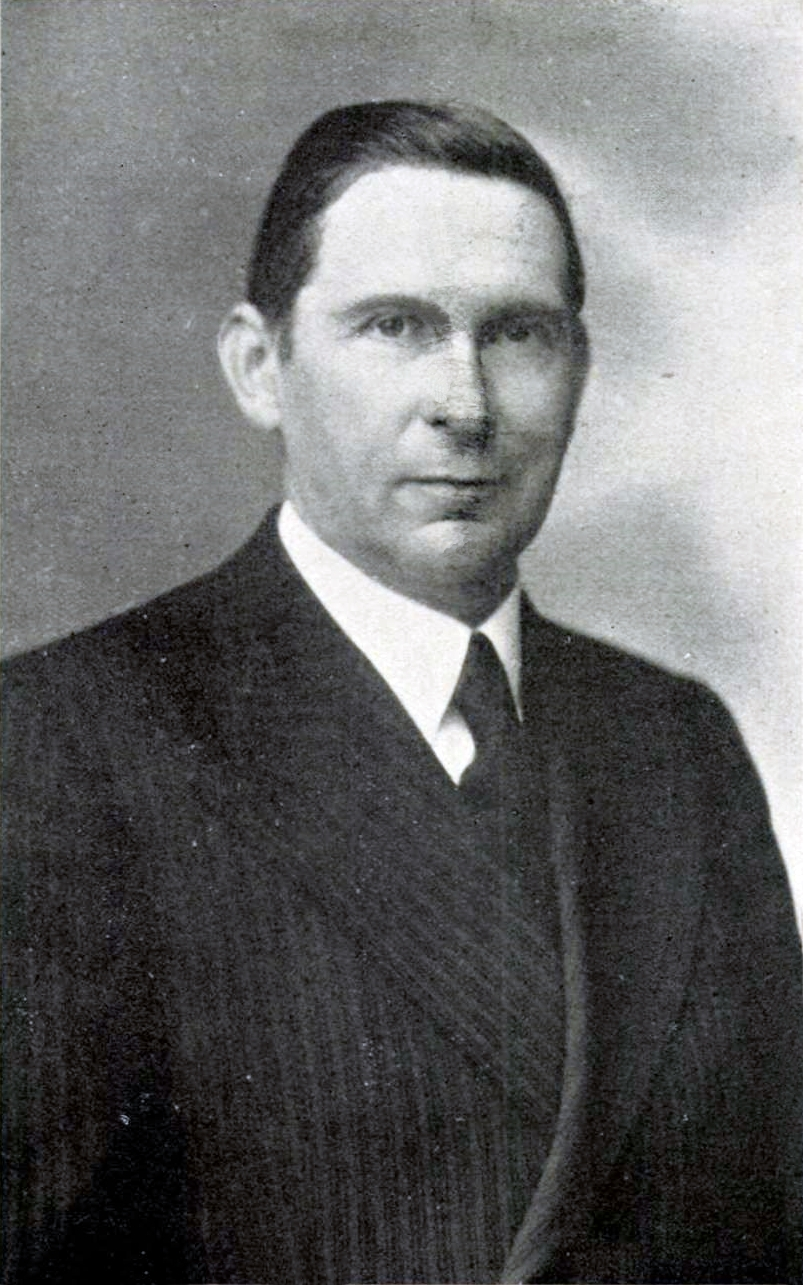
Lajos Áprily

Lajos Áprily (Künstlername v. Lajos Jékely, geboren 14. November 1887 in Brassó, Österreich-Ungarn; gestorben 6. August 1967 in Budapest), siebenbürgisch-sächsischer Abstammung (geb. Jekel), war ein ungarischer Dichter und Übersetzer.

## Leben
Nachdem Áprily die Grundschule in Praid in Siebenbürgen beendet hatte, zog seine Familie nach Székelyudvarhely (Odorheiu Secuiesc), wo er das Gymnasium besuchte. 1899 ging die Familie nach Cluj, wo Áprily 1909 an der Philosophischen Fakultät in Cluj sein Studium beendete und als Gymnasiallehrer in Nagyenyed (Aiud) unterrichtete. 1929 zog er nach Budapest, wo er ebenfalls als Lehrer tätig war. Nach Leitung eines Internats in Siebenbürgen wurde er 1944 pensioniert und ließ sich in der Nähe von Visegrád in Ungarn nieder.
Sein Sohn Zoltán Jékely (1913–1982) war auch Dichter und Übersetzer.
Áprily gehörte zur „1. Generation“ der Dichter in der Literaturzeitschrift Nyugat. Für seine Gedichte benutzte er in der Regel klassische Formen und Versmaße. Sie zeichnen sich durch impressionistische Naturbeschreibungen aus.
Seine Gedichtsammlungen und Übersetzungen aus dem Französischen und Russischen erschienen zwischen 1921 und 1965.